# Rufin Lué
Rufin Lué (5 de janeiro de 1968) é um ex-futebolista profissional marfinense que atuava como defensor.

## Carreira
Rufin Lué se profissionalizou no Africa Sports.

## Seleção
Rufin Lué integrou a Seleção Marfinense de Futebol na Copa Rei Fahd de 1992, na Arábia Saudita.

## Títulos
Costa do Marfim
- Copa das Nações Africanas: 1992